# Tunué
Tunué è una casa editrice italiana, alla quale dal 2010 fa capo la scuola di fumetto TunuéLab.

## Storia
Inizialmente i due soci fondatori della Tunué, Massimiliano Clemente (attuale direttore editoriale) ed Emanuele Di Giorgi (amministratore della società) crearono una fanzine intitolata "Smettila!". Da questa iniziativa, nasce nel 2000 il portale Komix.it Fumetti @ 360°, che è stato ai vertici dell'informazione tematica con più di 200.000 iscritti ai Feed RSS.
L'esordio editoriale della Tunué è avvenuto nel 2005 con due collane di saggistica: "Le virgole" e "Lapilli", curate dalla direzione scientifica di Marco Pellitteri, e con la collana di graphic novel "Prospero's Books".
Nel 2006 nasce il periodico "Mono" a cui hanno collaborato nel corso degli anni figure del calibro di Milo Manara, Vittorio Giardino, Silvia Ziche, Leo Ortolani, Ivo Milazzo, Piero Tonin, Luca Enoch e Massimo Giacon. Mentre nel 2008 viene lanciata "Esprit", una collana di studi su media e immaginario diretta da Sergio Brancato e Gino Frezza.
Nel 2009 Tunué presenta due nuove collane: "Lapilli Giganti", con la traduzione del meglio della saggistica mondiale e "Album", monografie sugli autori dei graphic novel Tunué; sempre lo stesso anno la casa editrice fa partire un'iniziativa sperimentale: "Burumballa", un'antologia di racconti a fumetti che dà spazio agli autori esordienti.
È del 2010, invece, la nascita di "Tipitondi", collana per giovani lettori, e "FRIZZZ" una nuova collana di saggistica dedicata alla cultura pop.
Nel 2012, con il saggio "Storia dell'animazione giapponese. Autori, arte, industria, successo dal 1917 a oggi" di Guido Tavassi, viene inaugurata la nuova collana "Lapilli Extra", dedicata a corposi saggi inediti, corredati di appendici iconografiche a colori e in formato più grande rispetto ai "Lapilli", lo stesso dei "Lapilli Giganti".
Dal dicembre 2012 lo scrittore Vanni Santoni assume la dirigenza della narrativa di Tunué, che in breve tempo si afferma come una delle principali fucine italiane di nuovi talenti letterari.
Da dicembre 2015 è partita la collana di picture book «Mirari», casa italiana dell'autore premio Oscar Shaun Tan.
Dal 2015 Tunué pubblica l'ex serie Disney Monster Allergy, recuperando le vecchie storie in una lussuosa edizione deluxe e dando vita a nuove avventure sempre con lo stesso team creativo: Katja Centomo, Francesco Artibani, Alessandro Barbucci e Barbara Canepa.
Il 9 marzo 2018, nel corso dell'incontro «Rivoluzione Graphic Novel», tenutosi a Milano durante il festival Tempo di libri, è stata data notizia dell'entrata nella compagine societaria della Tunué della casa editrice Il Castoro, che rileva la maggioranza delle quote.
Negli anni 2020 l'autore di punta della casa editrice è il fumettista Pera Toons che ha pubblicato una lunga serie di libri di successo diventando uno dei fumettisti più venduti in Italia.

## Pubblicazioni
Le opere pubblicate da Tunué si dividono in due articolati filoni:
- fumetto (collane: Prospero's Books, Album - I grandi autori Tunué, Tipitondi)
- saggistica (collane: Lapilli, Lapilli Giganti, Lapilli Extra, Frizzz, Le virgole, Esprit)
  - fumetto e grafica
  - animazione e audiovisivi
  - immaginario e mass media

A questi due filoni si aggiungono: nel 2006 pubblica la rivista Mono, per un totale di 10 numeri; dal 2014 la collana di narrativa italiana, «Romanzi», diretta dallo scrittore Vanni Santoni, che ha riscosso notevoli successivi di critica e pubblico (candidature al Premio Strega, vendita dei diritti di adattamento cinematografico, vendita diritti all'estero...); da dicembre 2015 si chiude il cerchio intorno alle storie con la collana di picture book «Mirari».

## Riconoscimenti
Nel corso degli anni Tunué ha vinto diversi premi, fra cui:
- Romics 2017 Premio speciale della giuria L'approdo, di Shaun Tan
- Gran Premio Romics 2017 La casa, di Paco Roca
- Romics 2017 La casa, di Paco Roca, miglior libro di scuola europea
- Romics 2017 La vita con Mr Dangerous, di Paul Hornschemeier, miglior libro di scuola angloamericanaPremio Carlo Boscarato 2016 (Treviso Comic Book Festival) a La casa di Paco Roca.
- Gran Guinigi 2015 (Lucca Comics & Games) «A La scimmia di Hartlepool di Wilfrid Lupano e Jérémie Moreau, come miglior opera lunga».
- Gran Premio Romics 2015 (Roma) Watersnakes di Tony Sandoval.
- Gran Premio Romics 2015 (Roma) Amina e il Vulcano di Simona Binni: Miglior opera prima.
- Gran Premio Romics 2015 (Roma) Memorie a 8bit di Sergio Algozzino: Miglior libro di scuola italiana.
- Gran Premio Romics 2015 (Roma) Gabo memorie di una vita magica di Pantoja-Bustos-Córdoba-Camargo-Naranjo: Miglior libro di scuola sudamericana.
- Gran Premio Romics 2014 (Roma) I solchi del destino di Paco Roca.
- Candidatura Premio Andersen La memoria dell'acqua di Mathieu Reynès e Valérie Vernay come miglior libro a fumetti.
- Premio Carlo Boscarato 2014 (Treviso Comic Book Festival) «Ad Adriano Barone per Uno in diviso, come miglior sceneggiatore italiano».
- Premio Carlo Boscarato 2014 (Treviso Comic Book Festival) «A Isaak Friedl per Sottobosco, come autore rivelazione».
- Premio Carlo Boscarato 2014 (Treviso Comic Book Festival) «A Stefano Turconi e Teresa Radice per Viola giramondo, come miglior fumetto per bambini».
- Premio Stefano Beani per un'iniziativa editoriale (Lucca Comics & Games 2012) per la collana "Tipitondi".
- Gran Premio Autori ed Editori (Fullcomics&Games, Milano 2012) a "Hellzarockin" come miglior innovazione editoriale.
- Gran Premio Autori ed Editori (Fullcomics, Sarzana 2010) a David Rubìn per "La sala da tè dell'orso malese" come miglior autore unico.
- Gran Premio Autori ed Editori (Fullcomics, Sarzana 2010) a "Mono" come miglior rivista di fumetti.
- Gran Premio Romics 2010 (Roma) «Miglior opera Europea Non morirò da preda, di Alfred».
- Gran Premio Romics 2010 (Roma) «Miglior opera Italiana a Giètz! di Andrea Campanella e Hannes Pasqualini».
- Treviso Comic Book Festival 2010 (Treviso) «Miglior disegnatore per Giètz!, Hannes Pasqualini».
- Gran Premio Romics 2009 (Roma) «A Rughe di Paco Roca, come miglior libro a fumetti».
- Premio Attilio Micheluzzi 2009 (Napoli Comicon) «A Michele Petrucci per la migliore sceneggiatura».
- Premio Carlo Boscarato 2009 (Fumetti in Tv – Treviso) «Alla Tunué come Miglior realtà editoriale italiana».
- Nuove Strade 2009 (Napoli Comicon) «A Luana Vergari per il percorso di crescita professionale».
- Gran Guinigi 2008 (Lucca Comics & Games) «A Rughe di Paco Roca, come miglior opera lunga».
- Premio Carlo Boscarato 2008 (Fumetti in Tv – Treviso) «Alla Tunué come Miglior realtà editoriale italiana».
- Premio Carlo Boscarato 2008 (Fumetti in Tv – Treviso) «A L'acqua ricorda, di Luca Vanzella e Giulia Sagramola (Mono #3 – Acqua), come miglior storia breve».
- Premio Anafi 2008 (Mostra del fumetto di Reggio Emilia) «Il premio va alle edizioni Tunué per aver creato, nel corso di pochi anni, un catalogo innovativo con l'occhio rivolto sia alla presentazione di fumetti giovani e nuovi, sia per il sostegno ad una saggistica sempre interessante legata ai vari aspetti del mondo del fumetto».
- Premio Romics 2007 (Romics − Roma) «A Mamma, torna a casa di Paul Hornschemeier, come miglior libro di scuola anglo−americana».
- Premio Carlo Boscarato 2007 (Fumetti in Tv – Treviso) «A Mauro Cao per Bookcrossing, come miglior esordio italiano dell'anno».
- Premio Franco Fossati 2007 (Cartoon Club – Rimini) «A Valentina Semprini per Bam! Sock! Lo scontro a fumetti. Dramma e spettacolo del conflitto nei comics d'avventura, come miglior opera di saggistica sul fumetto».